# Цаликов, Маирбек Курманович
Маирбек Курманович Цаликов (1911—1998) — осетинский советский театральный деятель, актёр, режиссёр, драматург, переводчик, Заслуженный артист РСФСР (1949), народный артист Северо-Осетинской АССР (1955). Стоял у истоков осетинского театра.

## Биография
В 1935 окончил ЦЕТЕТИС (ныне Российский институт театрального искусства — ГИТИС). Актёр со дня основания Северо-Осетинского музыкально-драматического театра. Яркий хара́ктерный актёр, свободно владел искусством монолога.
На сцене театра сыграл более 150 ярких ролей.

## Избранные театральные роли
- Панталоне — «Слуга двух господ» К. Гольдони
- Прохор — «Васса Железнова» М. Горького
- Фигаро — «Женитьба Фигаро» П. Бомарше
- Михаил Яровой — «Любовь Яровая» К. Тренева
- Паратов — «Бесприданница» А. Н. Островского
- Муров — «Без вины виноватые» А. Н. Островского
- Ленин — «Кремлёвские куранты» Н. Погодина
- Дудар — «Дудар и его сыновья» С. Хачирова
- Байрам — «Семья Аллана» Г. Мухтарова
- Сандро — «Под белой горой» Х. Цопанова
- Яго — «Отелло» Шекспира
- Бибо — «Две сестры» Е. Бритаева
- Астрахан — «Чёрный туман» Г. Джимиева
- Кривенко — «Победители» Б. Чирскова
- «Братья» Х. Цопанова

Снимался в кино.

## Избранная фильмография
- 1959 — Сын Иристона  — протоиерей Александр Иванович Цаликов
- 1967 — Возвращение Коста — Алдар, князь
- 1968 — Костры на башнях — Абисал
- 1969 — Истоки (Часть I)
- 1969 — Жизнь, ставшая легендой — Хазболат
- 1981 — Буйный Терек

С 1935 года занимался педагогической деятельностью. В 1948 году выпустил актёрский курс студии при национальном театре.
Режиссёрскую работу начал в 1943 года. Поставил более 70 спектаклей, в том числе:
- «Жорж Данден» Мольера,
- «Сказка» Д. Туаева,
- «Наши друзья» Хубецовой,
- «Женихи» А. Токаева,
- «Волшебник из Стракониц» Й. Тыла и др.

В качестве драматура дебютировал в 1945 году. В 1956 году написал комедию-водевиль «Похождение Мурата», в 1965 г. — комедию о бригадирах коммунистического труда «Упрямец».
Перевёл на осетинский язык: «Жорж Данден» Мольера, «Забавный случай» Гольдони, «Не всё коту масленица» А. Н. Островского, «Оптимистическую трагедию» Вс. Вишневского, «Гибель эскадры» А. Е. Корнейчука и др.